# Lilja (efternamn)
Lilja är ett svenskt namn, som används både som för- och efternamn. Som förnamn är det ett kvinnonamn, som efternamn har det också använts som soldatnamn. Den 31 december 2014 var 6129 personer med efternamnet Lilja bosatta i Sverige. 1089 kvinnor hade namnet som för- eller mellannamn, medan 4 män hade det sommellannamn.

## Personer med efternamnet Lilja
- Albert Lilja (1868–1950), ämbetsman
- Anders Lilja (1916–2008), väg- och vattenbyggnadsingenjör
- Andreas Lilja (född 1975), ishockeyspelare
- Ann-Charlotte Lilja (född 1946), simmare
- Bernhard Lilja (1895–1984), pianist och tonsättare
- Berry Lilja (född 1950), politiker, socialdemokrat
- Carl Fredrik Lilja (1812–1872), förbrytare
- Efva Lilja (född 1956), koreograf
- Einar Lilja (1900–1998), teolog, skolledare
- Eivor Lilja (1936–2012), kvinnosakskämpe
- Eva Lilja (född 1943), litteraturvetare, professor
- Gertrud Lilja (1887–1984), författare
- Gösta Lilja (1922–2004), konsthistoriker, museiman och målare
- Helena Lilja (född 1947), matematikutvecklare
- Ingemar Lilja (1907–1989), jurist
- Jakob Lilja (född 1993), ishockeyspelare
- James Lilja (född 1966), amerikansk trummis
- John Lilja (1893–1971), friidrottare, sprinter
- Kim Lilja (född 1994), ishockeyspelare och sångare
- Lars Lilja (född 1954), ämneslärare och politiker, socialdemokrat
- Lennart Lilja (1924–2008), skådespelare
- Lisa Lilja (född 1996), kortdistanslöpare
- Nellie Lilja (född 1999), fotbollsspelare
- Nils Lilja (1808–1870), botanist, skriftställare, tidningsutgivare och klockare
- Peter Lilja (1764–1823), militär
- Rolf Lilja (född 1947), politiker, socialdemokrat
- Ryan Lilja (född 1981), amerikansk spelare av amerikansk fotboll
- Sten Lilja (1861–1929), ämbetsman
- Sven Lilja (1887–1951), musiklärare och allsångsledare
- Sven Lilja (sångare) (1932–2023), sångare, musikproducent och ljudtekniker
- Tomas Lilja (född 1964), ishockeyspelare
- Tommy Lilja (född 1960), pastor inom pingströrelsen